# Spermestes
Genre
Spermestes est un genre d'oiseaux de la famille des Estrildidae.

## Répartition
Ces oiseaux sont endémiques d'Afrique subsaharienne.

## Liste des espèces
Selon la classification de référence du Congrès ornithologique international (14.2, 2024) il comporte quatre espèces :
- Spermestes griseicapilla (Delacour, 1943) — Capucin à tête grise
- Spermestes cucullata Swainson, 1837 — Capucin nonnette
- Spermestes fringilloides (Lafresnaye, 1835) — Capucin pie
- Spermestes bicolor (Fraser, 1843) — Capucin bicolore

## Systématique
Le nom valide complet (avec auteur) de ce taxon est Spermestes Swainson, 1837.